# Лукашев, Василий Васильевич
Василий Васильевич Лукашев (1899—1986) — советский военачальник, генерал-майор (29 октября 1943).

## Биография
Родился 15 марта 1899 года в Баку, седьмой ребёнок в семье.
На службе в РККА находился с 1920 года. Участник Гражданской войны в России. В 1923 году он окончил Петроградскую школу комсостава РККА. В 1923—1932 годах был командиром взвода, батареи, помощником командира дивизиона Грузинской стрелковой дивизии. В 1932—1941 годах — инспектором, помощником начальника отделения, начальником артиллерийской подготовки отдела боевой подготовки, отдела боевой подготовки ГУПВ. Участвовал в советско-финской войне, был контужен.
Участник Великой Отечественной войны с самого её начала. В конце 1941 года был направлен на Закавказский фронт начальником боевого участка обороны Главного Кавказского хребта. В 1941—1942 годах был начальником штаба 2-й мотострелковой дивизии особого назначения внутренних войск НКВД; в период с 04.01.1942 по октябрь 1945 года — командир этой же дивизии.
24 июня 1945 года был командиром сводного расчета 2-й мотострелковой дивизии особого назначения внутренних войск НКВД на историческом параде Победы.
После войны, в 1946 году, стал начальником Московского военного училища войск НКВД. На этой должности находился по 1959 год, когда был уволен в запас по болезни.
Умер в мае 1986 года. Похоронен в Москве на Кунцевском кладбище.

## Награды
- Награждён орденом Ленина, тремя орденами Красного Знамени, орденом Отечественной войны I степени, тремя орденами Красной Звезды[3] и «Знак почёта», 26 медалей.